# Mantidactylus noralottae
Mantidactylus noralottae é uma espécie de anfíbio anuros da família Mantellidae. Está presente em Madagáscar. A UICN classificou-a como deficiente de dados.